# 4,6-Diaminopirimidina
4,6-Diaminopirimidina é o composto orgânico de fórmula C4H6N4 e massa molecular 110,12. É um dos isômeros diaminopirimidina. É uma substância irritante.